# Francis Hallé
Francis Hallé (Seine-Port, 15 aprile 1938) è un botanico e biologo francese.

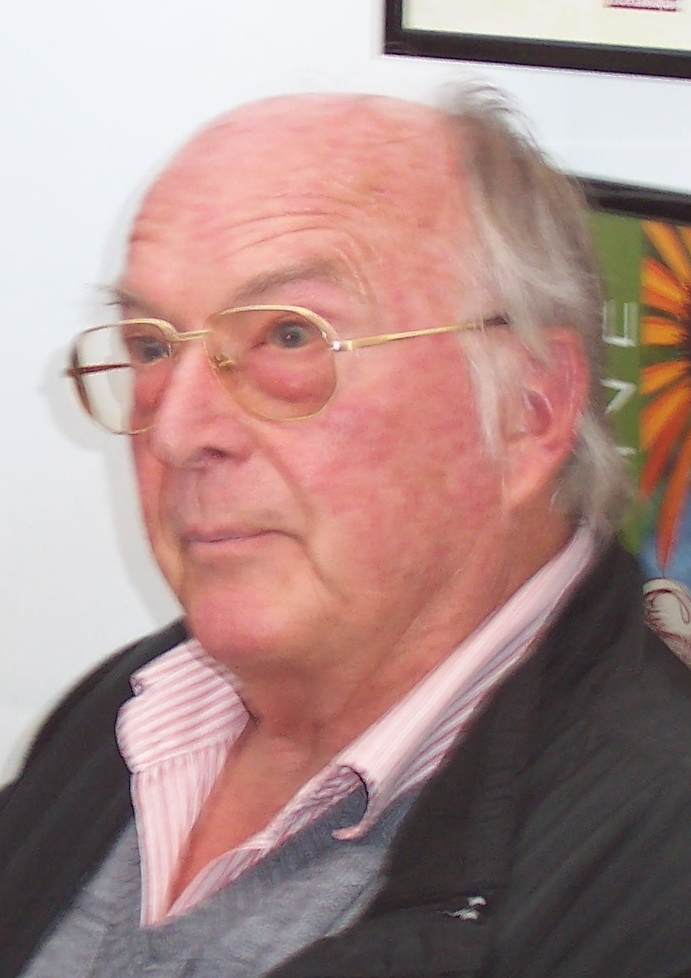
Francis Hallé

Esperto di foreste pluviali tropicali e di architettura arborea, è conosciuto per il primo Radeau des cimes, che iniziò con un pallone aerostatico nel 1986. È professore emerito dell'Università di Montpellier.
Nel 2010, inizia a collaborare con il regista Luc Jacquet al progetto cinematografico Wild-Touch, La Forêt des pluies, documentario sulle foreste primarie.
Tiene workshop sull'architettura degli alberi rivolti sia agli adulti che ai bambini per stimolare la conoscenza delle specie arboree e la loro comprensione con l'ausilio del disegno e di tecniche pittoriche.

## Opere
- (FR) Francis Hallé, Éloge de la plante, Parigi, Seuil, 1999.
- (FR) Francis Hallé, Architecture des plantes, Parigi, IPC, 2004.
- (FR) Francis Hallé e Pierre Lieutaghi, Aux origines des plantes, 1 e 2, Parigi, Fayard, 2008.
- (FR) Francis Hallé, Plaidoyer pour la forêt tropicale, Parigi, 2014, ISBN 978-2-330-02146-7.
- Francis Hallé, Ci vuole un albero per salvare la città. Un manifesto per i politici e gli amministratori pubblici, Milano, Ponte alle Grazie, 2018, ISBN 978-88-333105-7-2.
- Francis Hallé, Atlante di botanica poetica, Milano, L’Ippocampo, 2019, ISBN 978-88-672239-1-6.[4]
- Francis Hallé, In difesa dell'albero, -1ª ed., Roma, Nottetempo, 2022, ISBN 9788874529858. Nel 2006, il titolo si è aggiudicato il Premio Redouté, dedicato ai migliori libri di botanica e giardini francesi.